# Gladiolus inandensis
Gladiolus inandensis är en irisväxtart som beskrevs av John Gilbert Baker. Gladiolus inandensis ingår i släktet sabelliljor, och familjen irisväxter. Inga underarter finns listade i Catalogue of Life.